# Schoonebeker Diep
Het Schoonebeker Diep (Drents: Skoonebeker Diep) is een waterloop in Schoonebeek die de grens vormt tussen Nederland en Duitsland.

## Geografie
De waterloop ontspringt in het Duitse Nedersaksen ten zuidoosten van Twist. Via het Coevorden-Piccardiekanaal en het Coevorden-Vechtkanaal staat het Schoonebeker Diep in verbinding met de Overijsselse Vecht.

## Luchtwachttoren
Langs het Schoonebeker Diep staat een luchtwachttoren uit de Koude Oorlog, destijds gebouwd om onder het bereik van de radar vliegende vijandelijke toestellen te kunnen opmerken. Hij staat ter hoogte van de grensovergang Schoonebeek - Emlichheim, langs de N853. Het is Luchtwachttoren 7Z3 - Schoonebeek. Dit is een raatbouwtoren van ruim 12 meter hoog. De toren is gebouwd in 1954 en is een provinciaal monument. De luchtwachttoren is in slechte staat.

## Spelling
De spelling van de naam van de waterloop is divers. Zo noemen verschillende betrouwbare bronnen de waterloop Schoonebeker Diep, Schoonebeeker Diep of Schoonebekerdiep. Op het ijzeren hek bij de grensovergang wordt de eerstgenoemde spelling gehanteerd. In de volksmond wordt het Schoonebeker Diep de Stroom genoemd, in Nieuw-Schoonebeek gebruikt men doorgaans de aanduiding "de Beek". In Duitsland wordt dit water de Grenzaa (Grens Aa) genoemd.

## Afbeeldingen

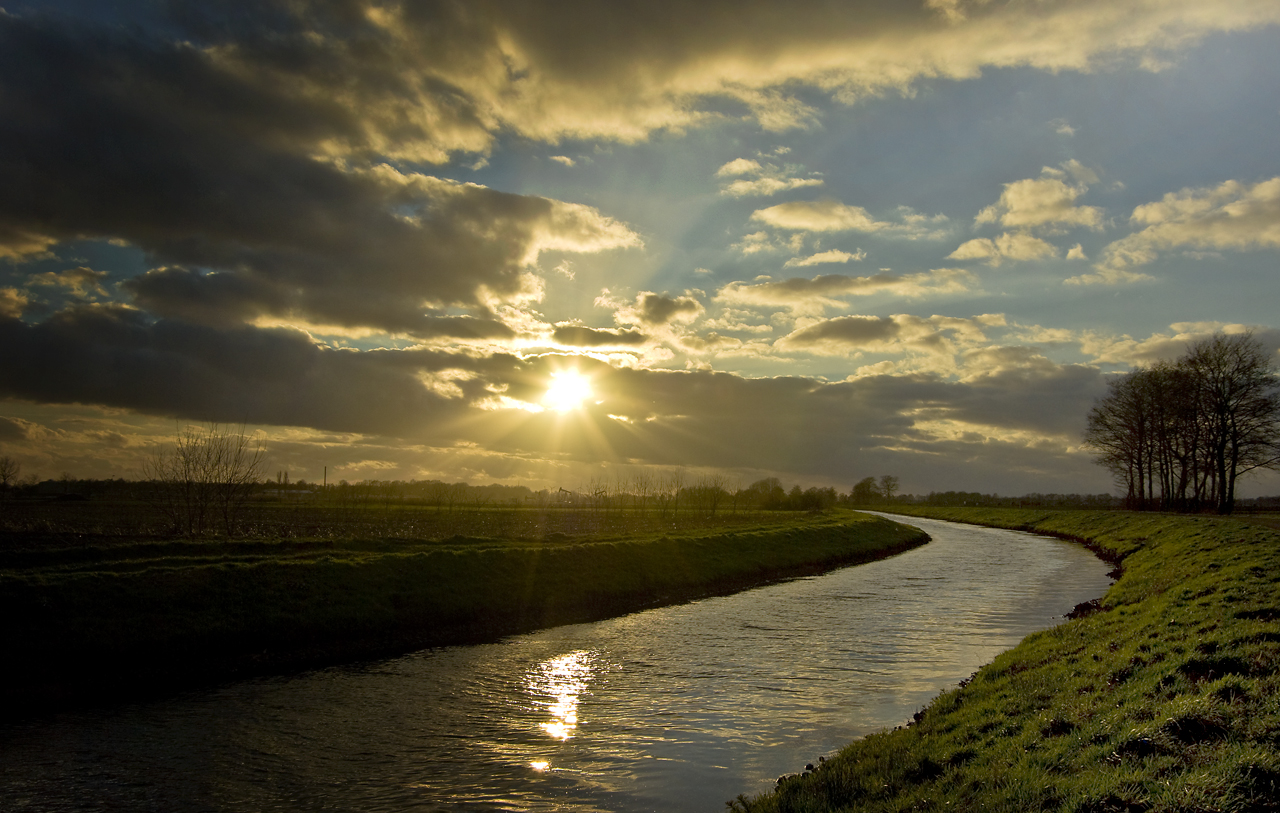
Schoonebeker Diep
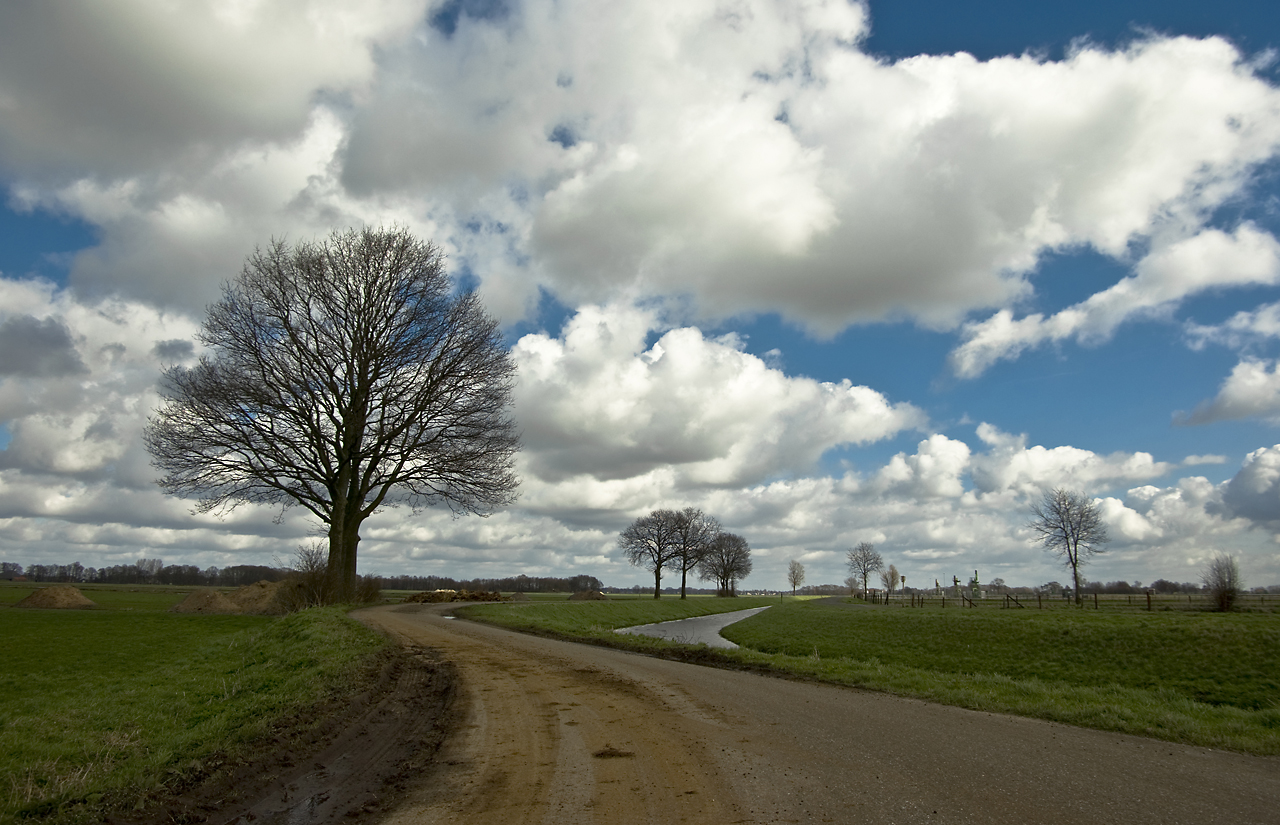
Schoonebeker Diep
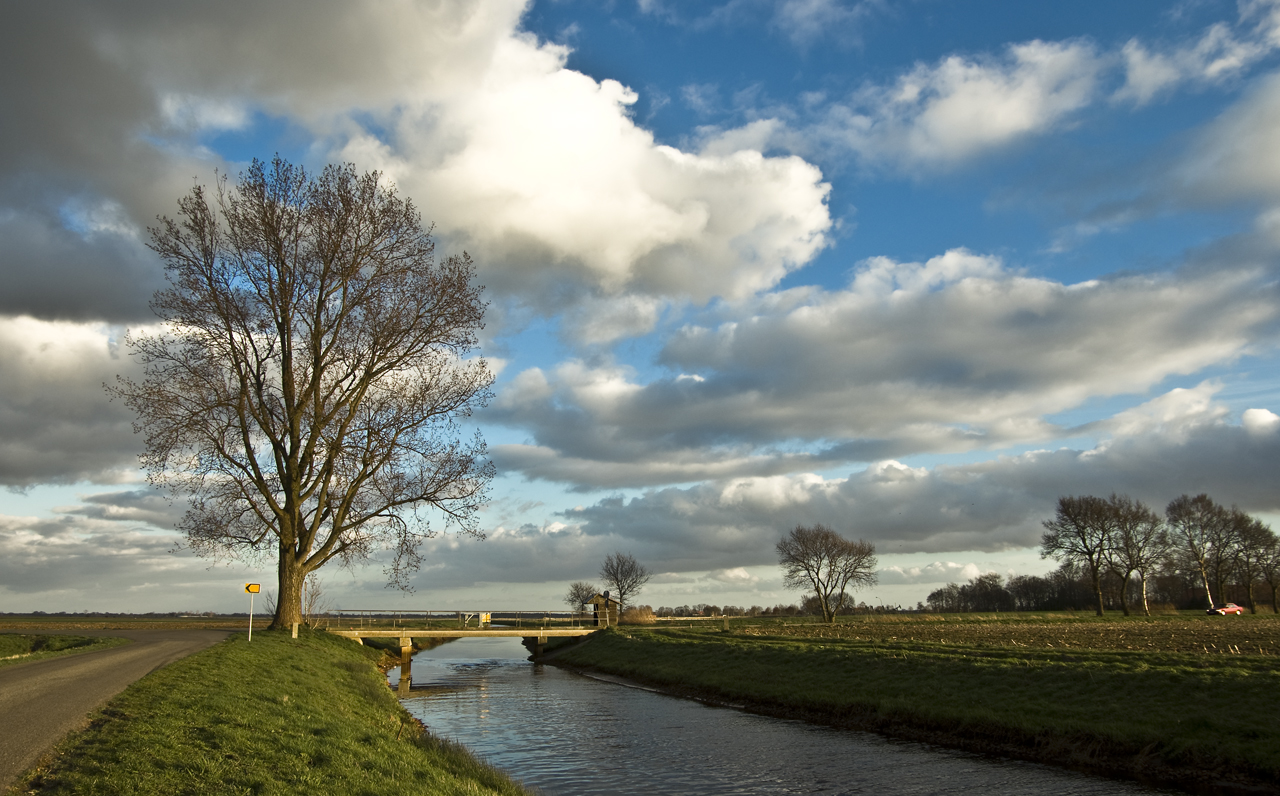
Schoonebeker Diep
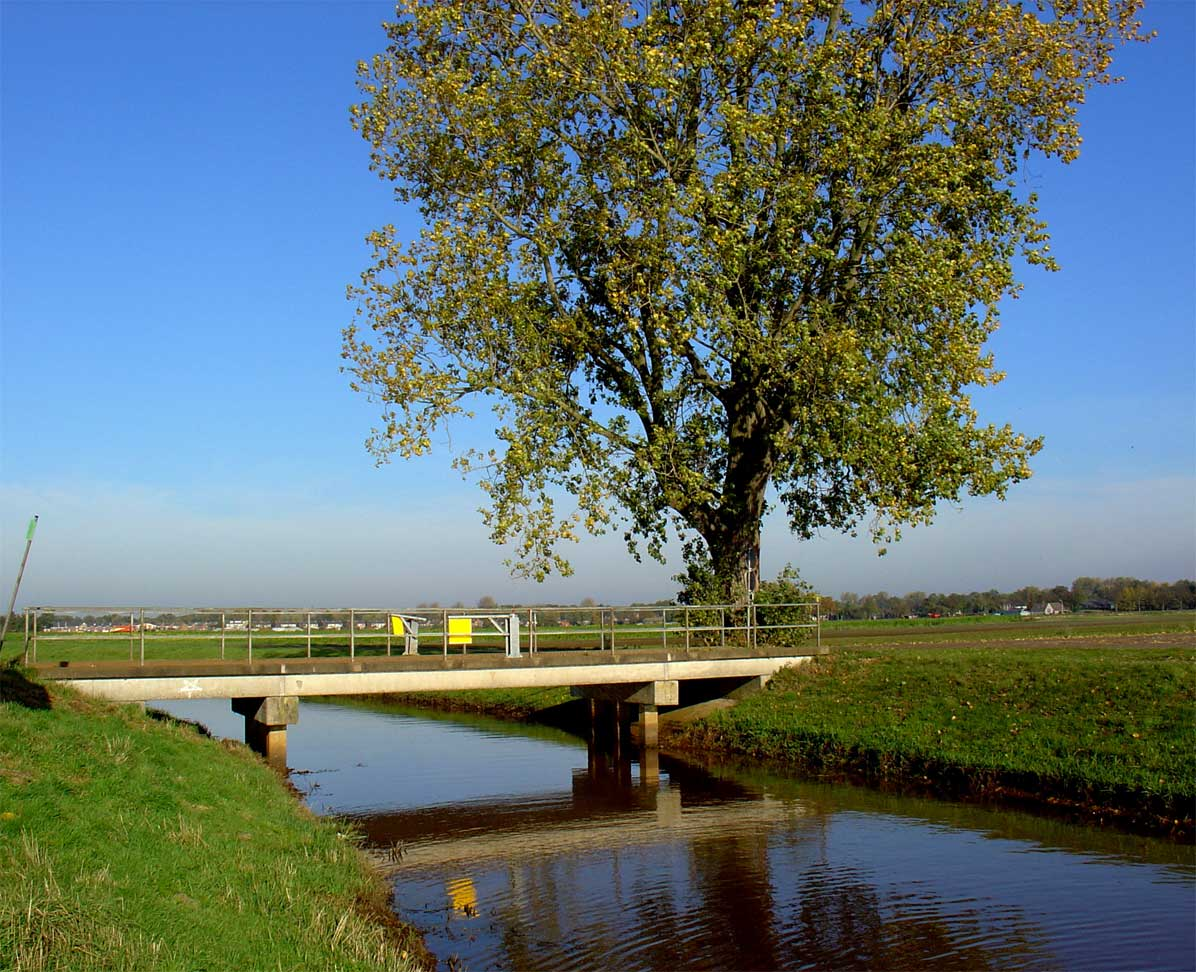
Schoonebeker Diep
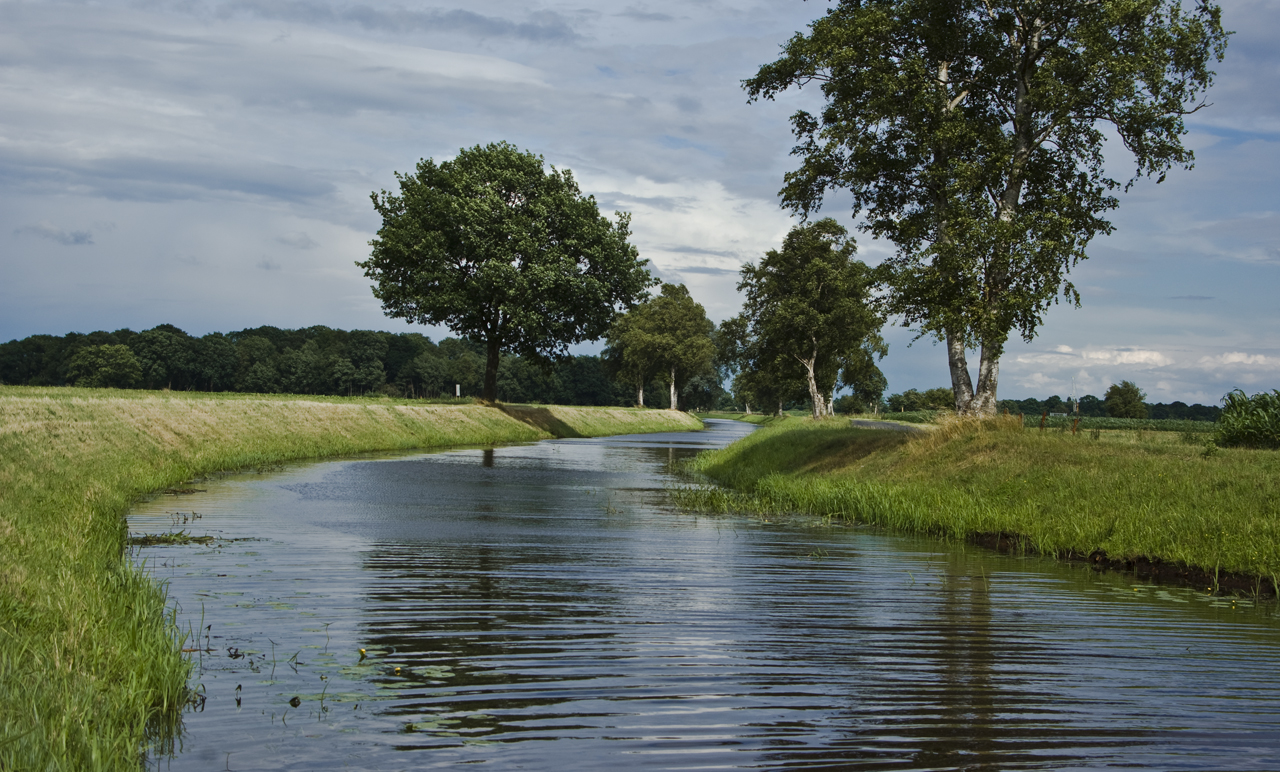
Schoonebeker Diep
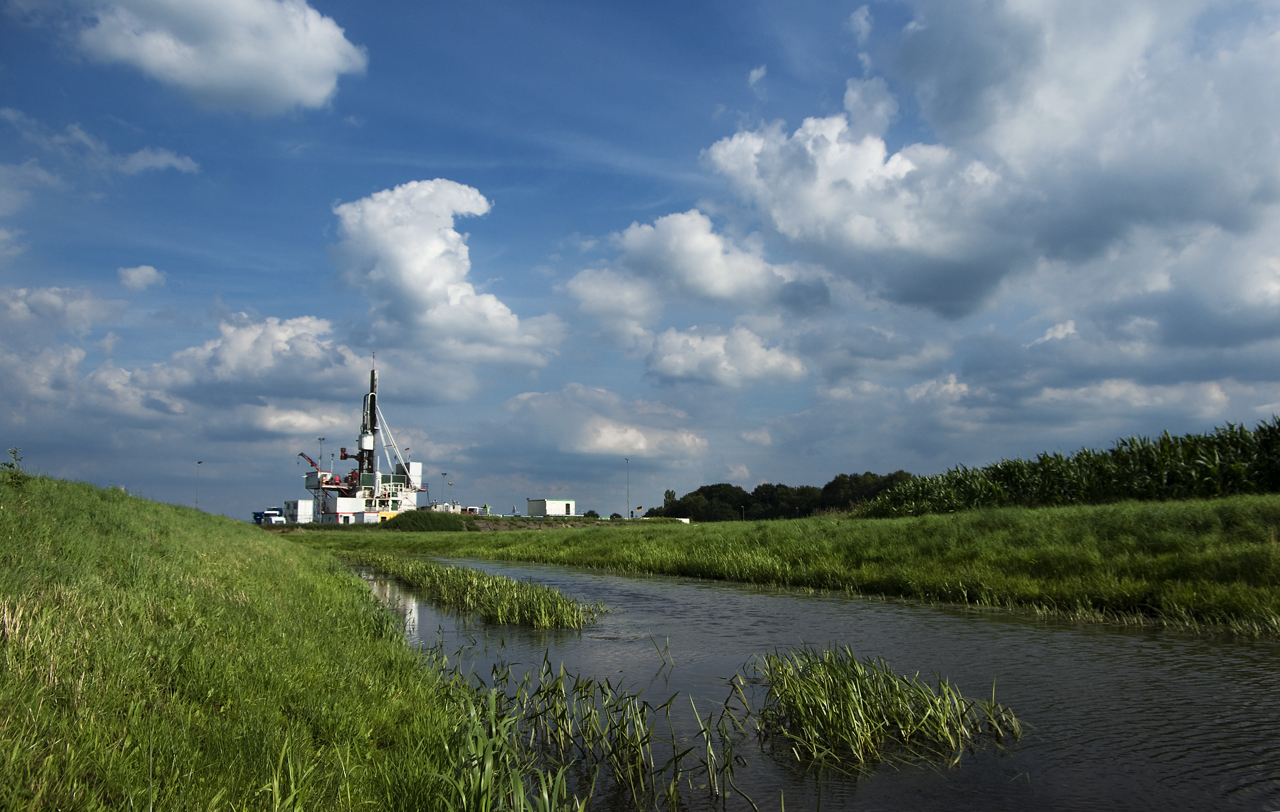
Schoonebeker Diep met Duitse boortoren
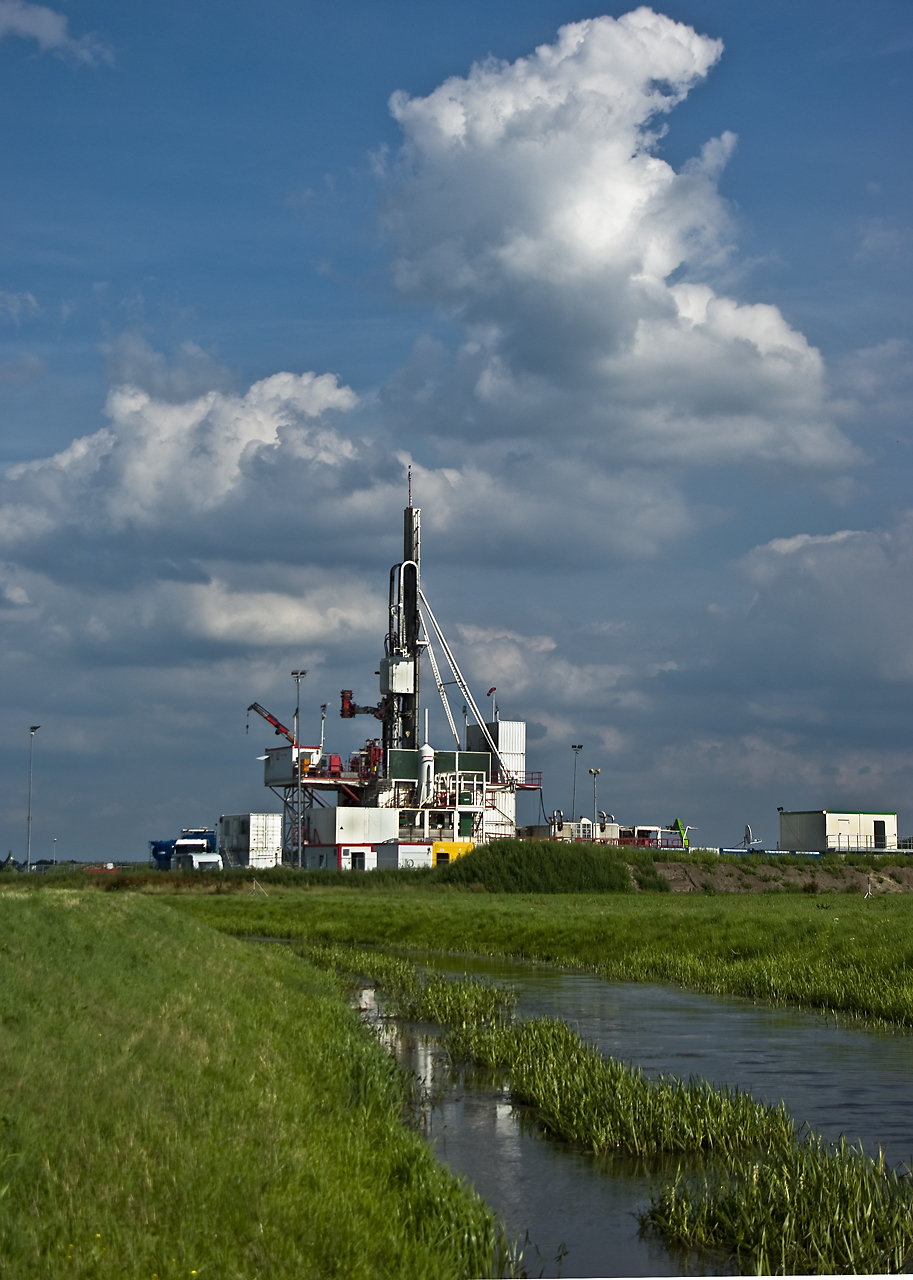
Schoonebeker Diep met Duitse boortoren
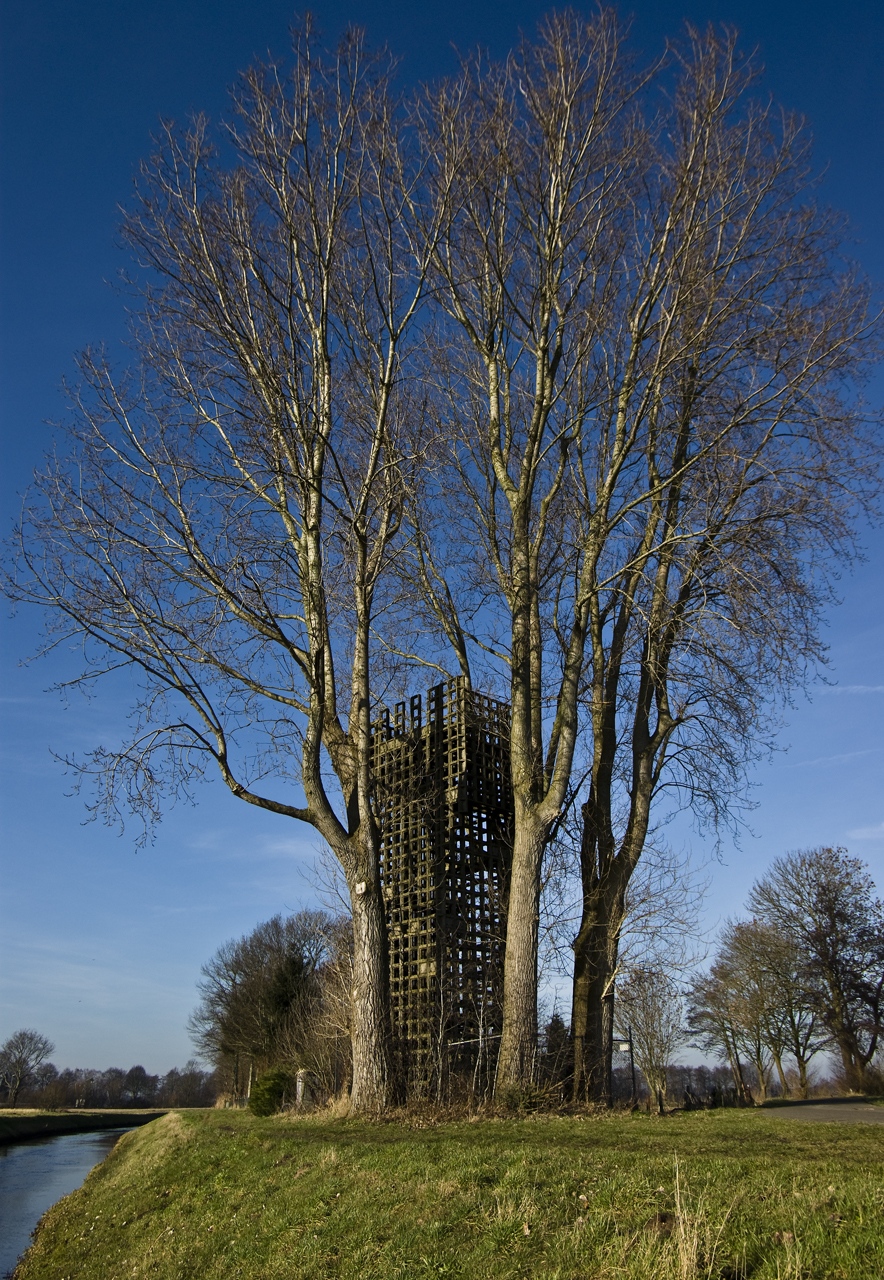
Schoonebeker Diep met Luchtwachttoren 7Z3
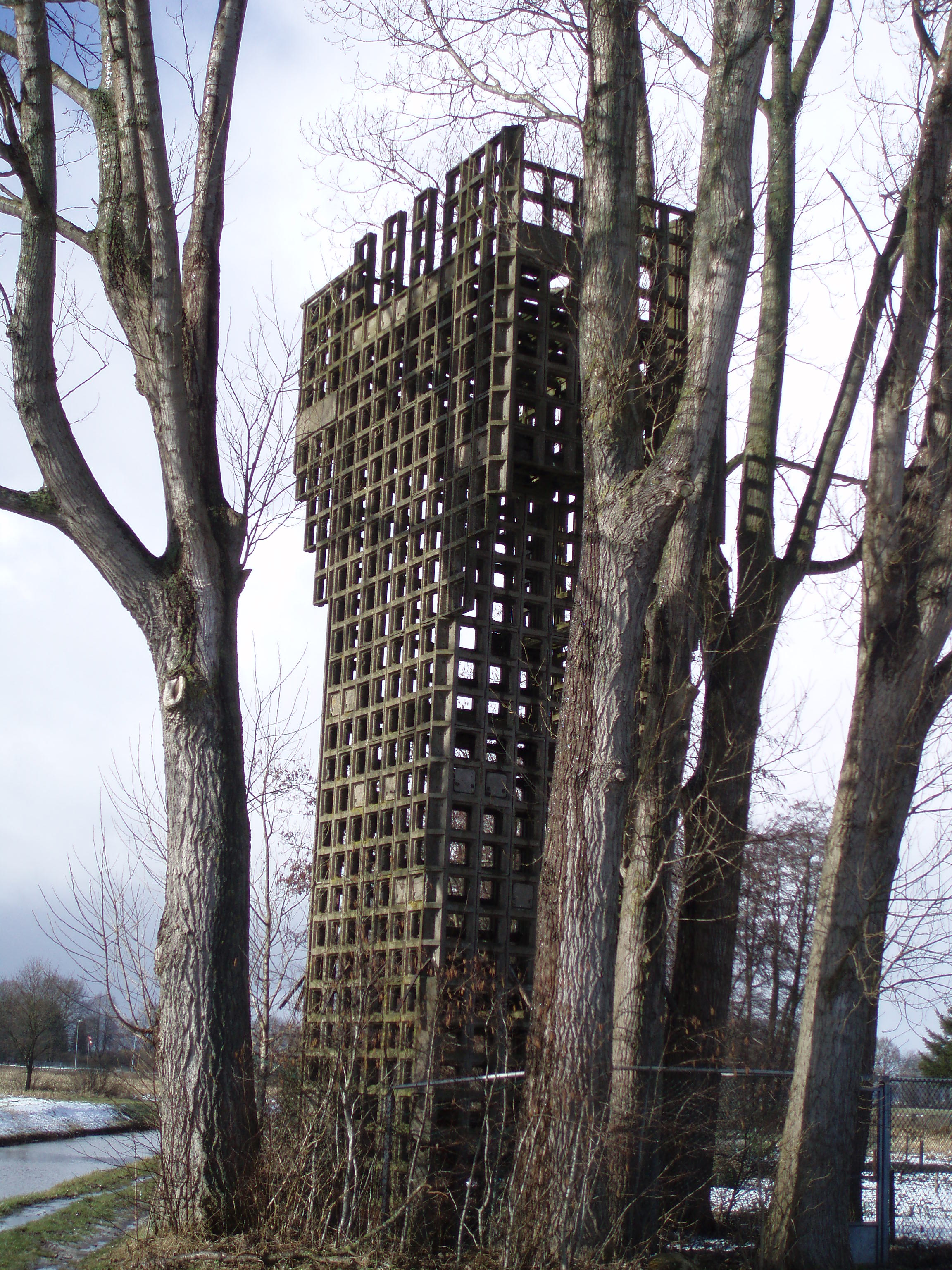
Schoonebeker Diep met Luchtwachttoren 7Z3
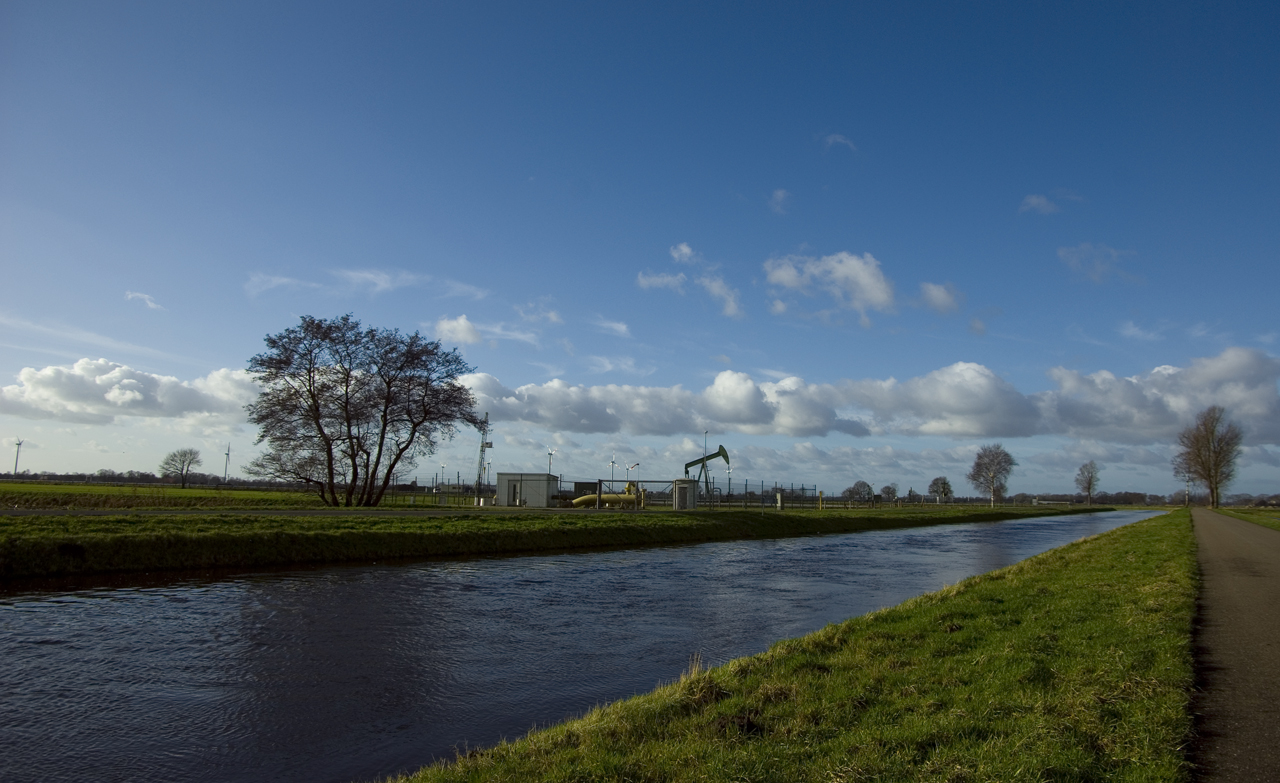
Schoonebeker Diep
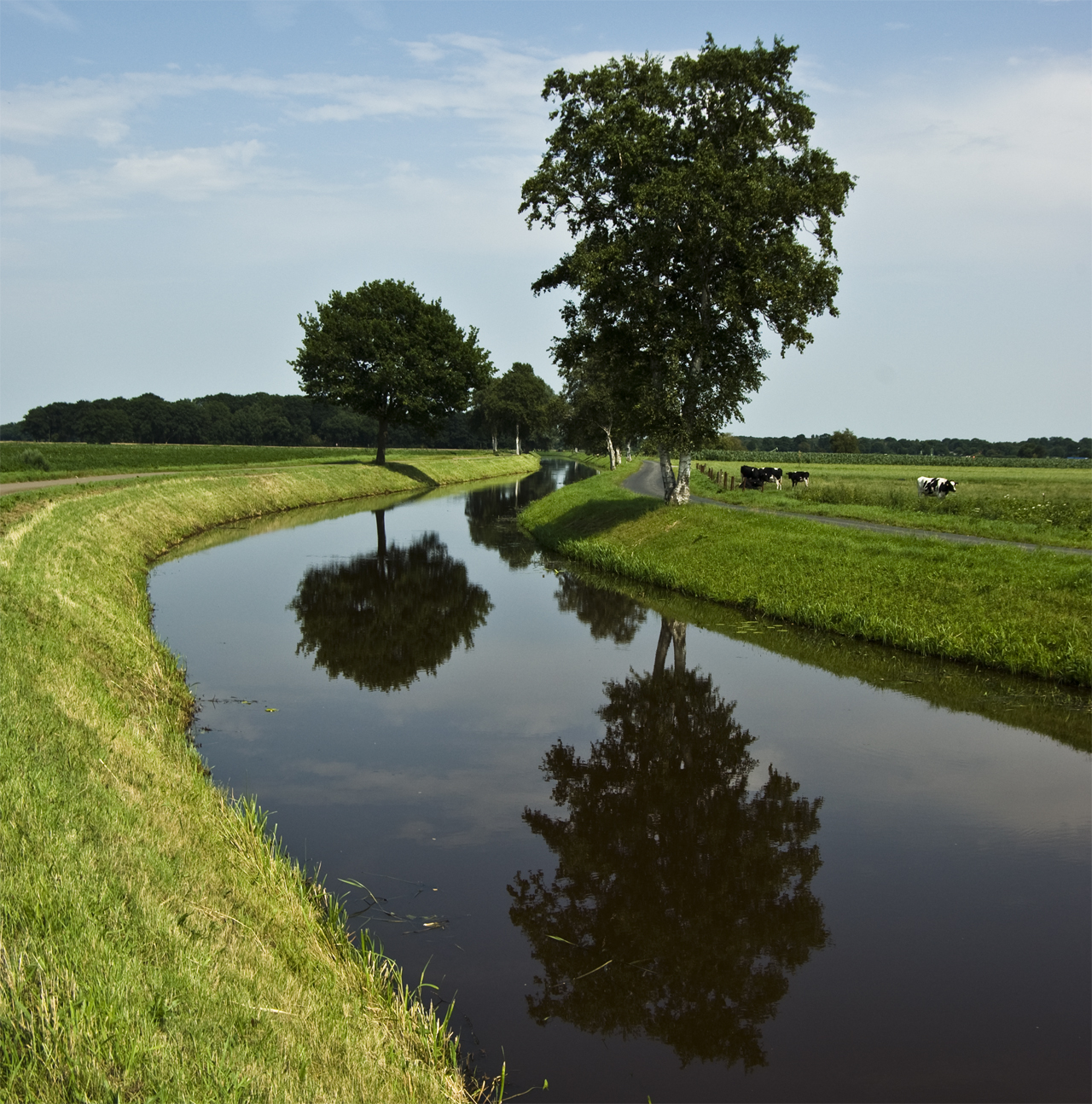
Schoonebeker Diep
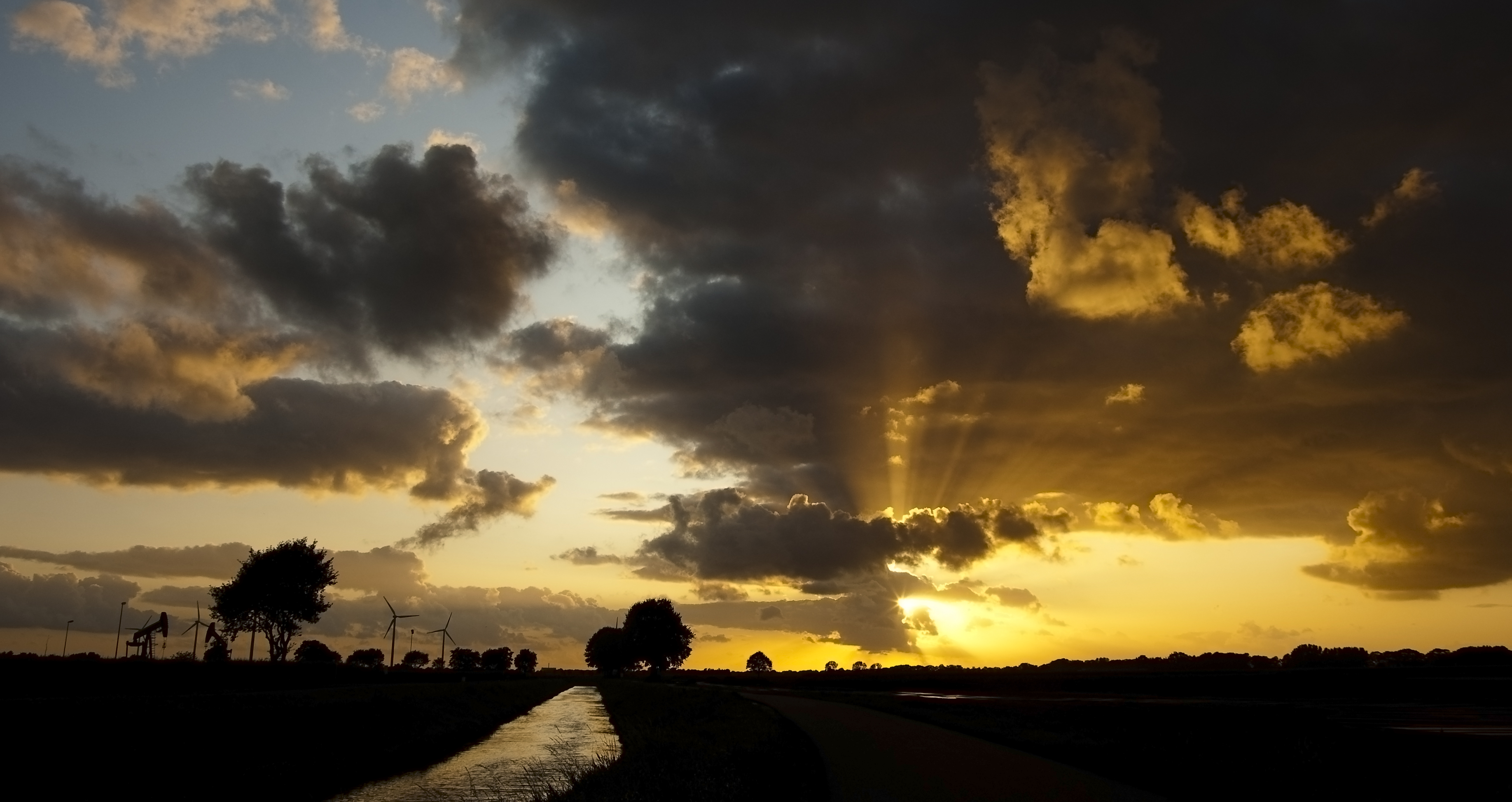
Schoonebeker Diep